# 静岡市立美和小学校
静岡市立美和小学校（しずおかしりつ みわしょうがっこう）は、静岡県静岡市葵区遠藤新田にある公立小学校。

## 沿革
- 1982年（昭和57年）
  - 4月1日 - 開校[1]。
  - 4月5日 - 校舎竣工式及び開校式[1]。
  - 4月6日 - 第1回入学式・始業式[1]。
- 1983年（昭和58年）1月8日 - 校章制定[1]。
- 1991年（平成3年）12月7日 - 創立10周年記念式典[1]。
- 2001年（平成13年）12月15日 - 創立20周年記念式典[1]。
- 2011年（平成23年）11月20日 - 創立30周年記念式典[1]。

## 通学区域
葵区
- 安倍口団地、遠藤新田、与左衛門新田、中ノ郷のそれぞれ一部

## アクセス
- しずてつジャストライン美和大谷線 「美和小学校入口」停留所から、徒歩5分